# خوجة توب (غرغان بوي)
خوجة توب (بالفارسية: خوجه‌توپ) هي قرية تقع في إيران في قسم غرغان بوي الريفي. يقدر عدد سكانها بـ 200 نسمة بحسب إحصاء 2016.